# Šintava
Šintava (em alemão: Schintau; em húngaro: Sempte) é um município da Eslováquia, situado no distrito de Galanta, na região de Trnava. Tem 11,56 km² de área e sua população em 2018 foi estimada em 1.727 habitantes.

## Demografia
| Ano:        | 1994 | 2004   | 2014   | 2024   |
| ----------- | ---- | ------ | ------ | ------ |
| Broj ljudi: | 1608 | 1719   | 1750   | 1712   |
| Razlika:    |      | +6,90% | +1,80% | -2,17% |

| Ano:               | 2023 | 2024   |
| ------------------ | ---- | ------ |
| Número de pessoas: | 1717 | 1712   |
| Diferença:         |      | -0,29% |